# История почты и почтовых марок Перу
История почты и почтовых марок Перу охватывает развитие почтовой связи на территории Перу, государства на западе Южной Америки и прибрежных островах со столицей в Лиме, в периоды Империи инков, испанского колониального господства и независимости. Перу является членом Всемирного почтового союза (ВПС; с 1879), а почтовое обслуживание в стране осуществляет государственная компания Serpost.

## Развитие почты

### Домарочный период

#### Империя инков
У инков в период их наибольшего развития между XIII и XVI столетиями была слаженная система гонцов-бегунов часки, которые рассылались из столицы инков Куско по всей стране. Для них на равномерных расстояниях — половина испанской лиги (~2,8—2,9 км) или половина инкской тупу (4,18 км) — были устроены почтовые дома (тамбо). Перед домом всегда находились наготове два курьера. Завидев вдалеке приближающегося гонца, они спешили ему навстречу и забирали переносившиеся сообщения. Если сообщения были очень важные или срочные, гонцы при приближении дополнительно трубили в рожки. Доставка рыбы с побережья, отдалённого от столицы на 500 км, осуществлялась при этом за 48 часов.
Учитывая протяжённость дорог в Тауантинсуйу, составлявшую не менее 10—15 тысяч километров, численность людей, задействованных на 5—7 тысячах почтовых станций (домиках, размещавшихся строго каждые пол-лиги, по два служащих на каждую станцию) могла составлять около 10—15 тысяч человек.
Как указывает Сьеса де Леон в «Хронике Перу», у инков сберегалась тайна сведений, содержавшихся в пересылаемых сообщениях:
И в таком строгом секрете вели свои дела те, кто проживал на почтовых станциях, что ни по просьбе, ни под угрозами, никогда они не рассказывали о том, что собирались передать в сообщении, пусть даже уведомление уже ушло дальше [по почте].

#### Испанское правление
В 1514 году дону Лоренсо Галиндесу де Карвахалю королевским распоряжением был присвоен наследуемый титул и должность главного почтмейстера Индий и вновь открытых земель. Прошло немало лет, прежде чем преемник дона Карвахаля прибыл в Лиму (Перу), чтобы занять эту должность. При этом в Перу и частично на территории нынешнего Эквадора была учреждена почтовая служба на основе прежних гонцов часки и существовавших на тот момент маршрутов. Вплоть до XVIII века почта перевозилась в частном порядке с помощью часки.
Сохранились сведения о письмах и почте, относящиеся ещё к 1534 году, а также о письмах, посланных в Совет Индий первыми конкистадорами. На таких письмах есть рукописные пометки типа «С часки», «В собственные руки» или «С другом», причём эти термины использовались и в XIX веке.
Начальный почтмейстерский период завершился в 1768 году, когда испанская корона вернула себе почтовую монополию и назначила Хосе Антонио де Пандо (исп. José Antonio de Pando) главным почтмейстером вице-королевств Перу и Новой Гранады. Он проехал по территории этих стран, учредил новые почтовые маршруты, назначил администраторов и установил почтовые тарифы.
В дальнейшем был введён подробный набор правил работы почты, известный как «Pando Manuscript» («Рукопись Пандо»), который применялся до конца эпохи испанского господства. Первые почтовые пометки были введены документом Пандо ещё в 1771 году.

### Независимость
После объявления независимости от Испании в 1821 году и нанесения решительного поражения колониальным войскам в битве при Аякучо в 1824 году в Перу стала развиваться самостоятельная почтовая система.
Перу присоединился к ВПС 1 апреля 1879 года. В 1911 году Перу также стал членом Почтового союза американских государств, Испании и Португалии (UPAEP).
В качестве современного национального почтового оператора выступает государственная компания Serpost S. A. (Servicios Postales del Perú), подчиняющаяся Министерству транспорта и связи Перу.

## Выпуски почтовых марок

### Первые марки

#### Провизории ТПК
В 1857 году в Перу были введены в обращение литографские почтовые марки, которые были выпущены Тихоокеанской пароходной компанией и использовались в качестве провизориев. На этих оригинальных марках присутствовали буквенные сокращения: «P. S. N. С.» (от англ. «Pacific Steam Navigation Company», «Тихоокеанская пароходная компания»), «OZ.» («унция»)[≡]. Большинство экземпляров почтовых марок Тихоокеанской пароходной компании, находящихся в обороте, являются фальшивыми.
Провизории Тихоокеанской пароходной компании считаются первыми почтовыми марками Перу.

#### Государственные
Первые почтовые марки государственной почты Перу вышли в 1858 году[≡].

### Последующие эмиссии

#### Выпуски 1860-х годов
В 1860 году почтовое ведомство Перу приобрело изготовленное во Франции устройство — печатную машину «Лекок» (фр. «Lecoq»), — которое использовалось для печати, тиснения и вырезания беззубцовых марок из полосок бумаги. Используя эту машину, почта Перу в 1862 году впервые в мире выпустила марки полосками (в рулонах), но не для продажи через почтовые автоматы, поскольку они ещё не были тогда изобретены.
До 1866 года на почтовых марках Перу не указывалось название государства. Однако отдельные перуанские марки без названия страны ещё появлялись на протяжении некоторого времени после этого.

Прошедшие почту марки выпуска 1860—1861 годов
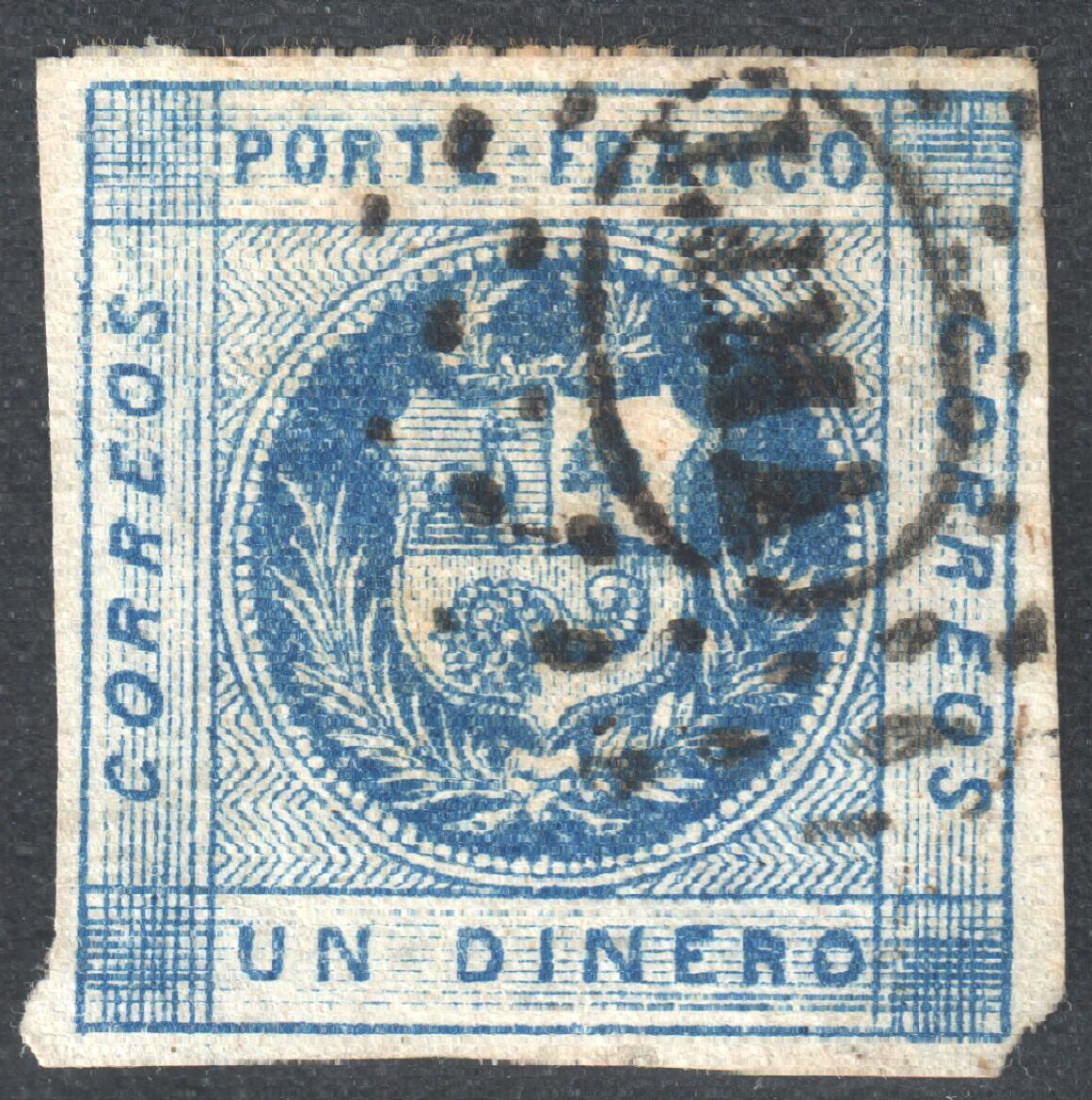
Гашение точечным (буквенным) штемпелем «Lima» («Лима») (Sc #9)
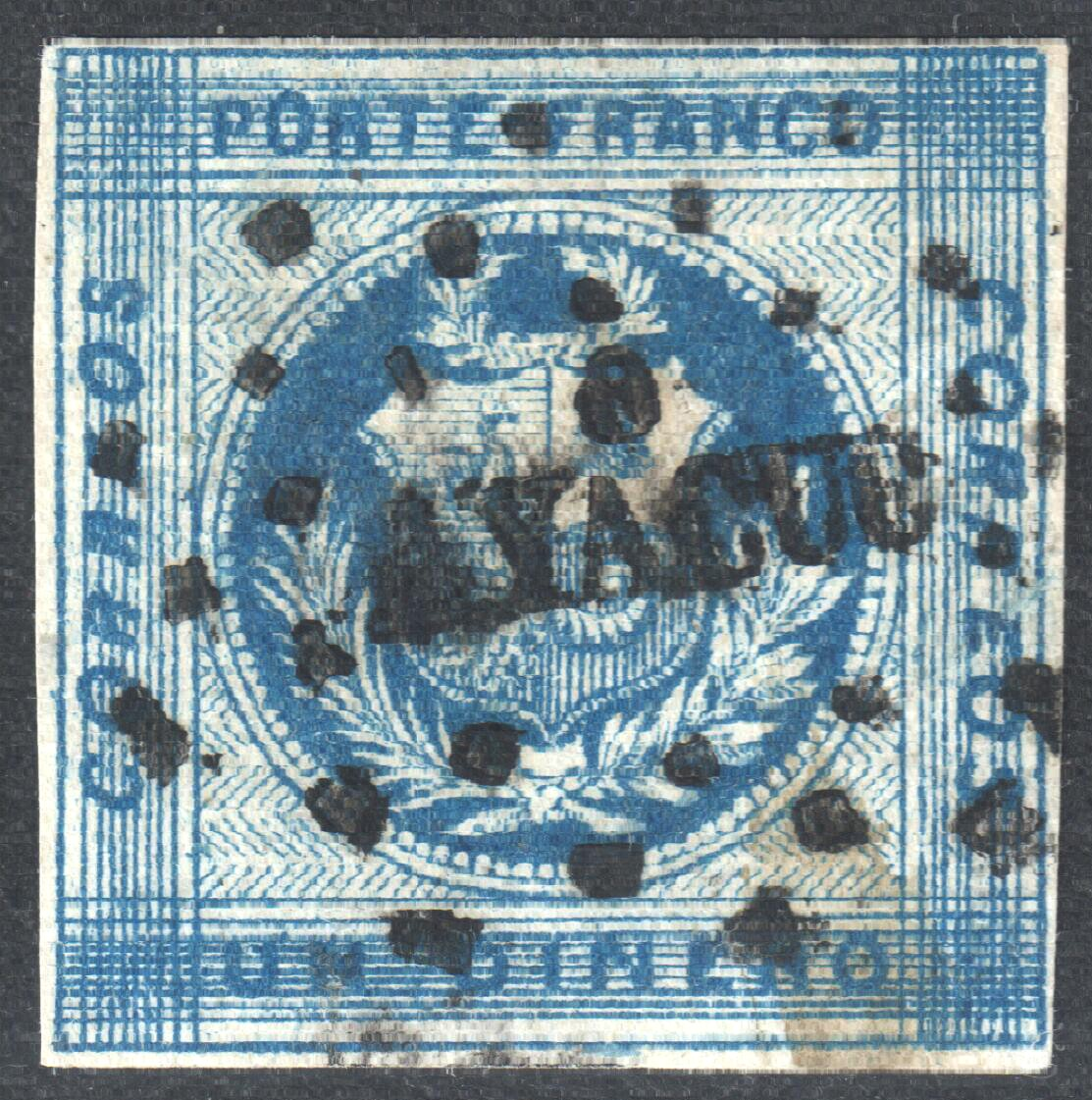
Гашение точечным (буквенным) штемпелем «AYACUC» («Аякучо») (Sc #9c)
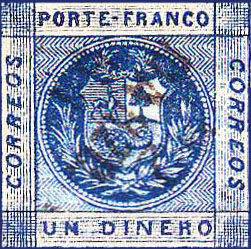
Гашение календарным штемпелем, на котором можно разобрать слово «MARZO» («Март») (Sc #9)

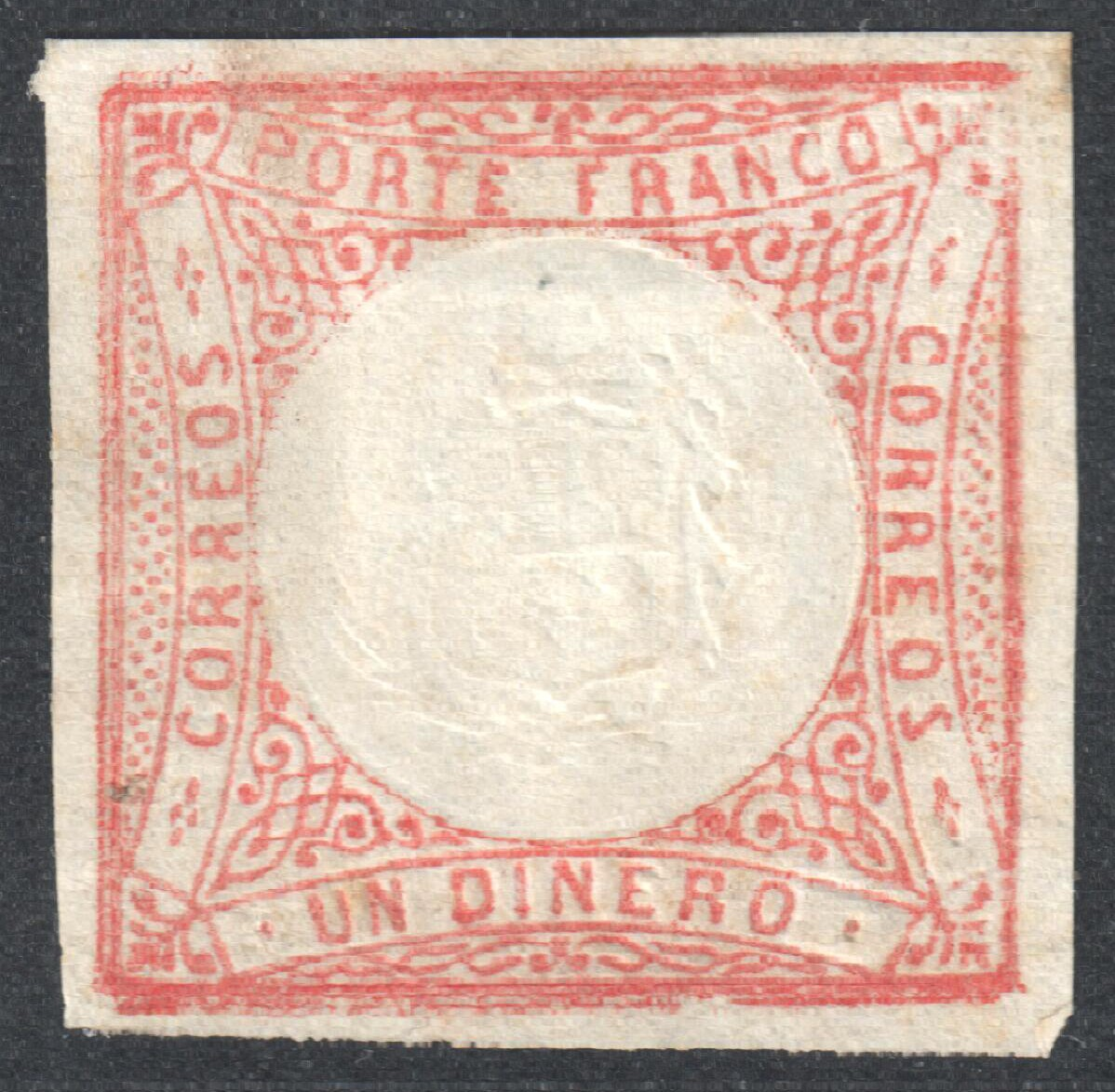
1862: чистая марка (Sc #12)
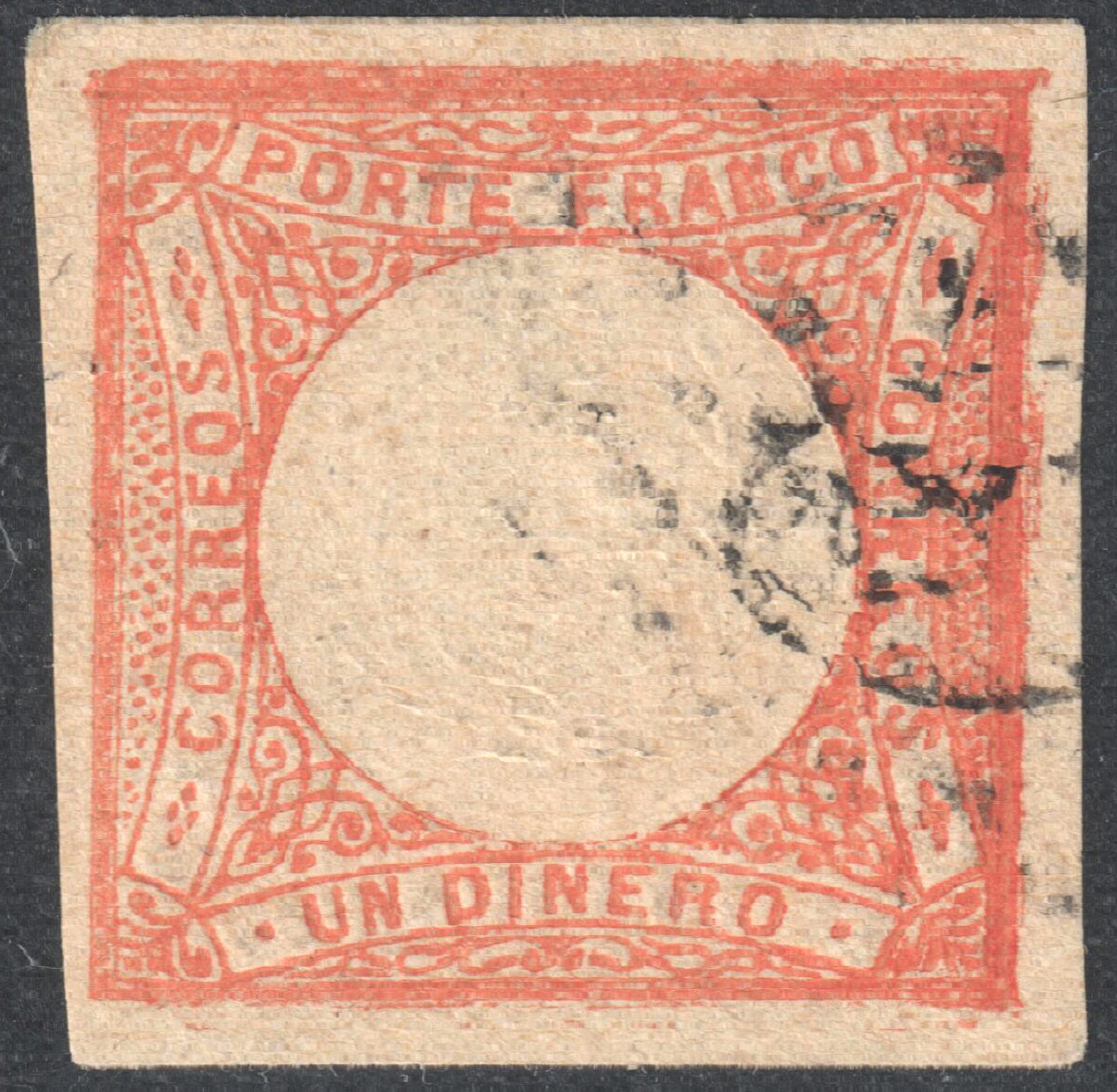
То же, прошедшая почту
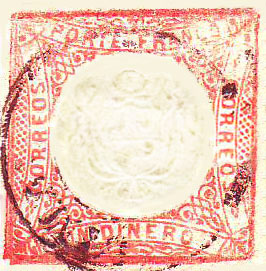
То же, погашенная круглым штемпелем «Lima» («Лима»)

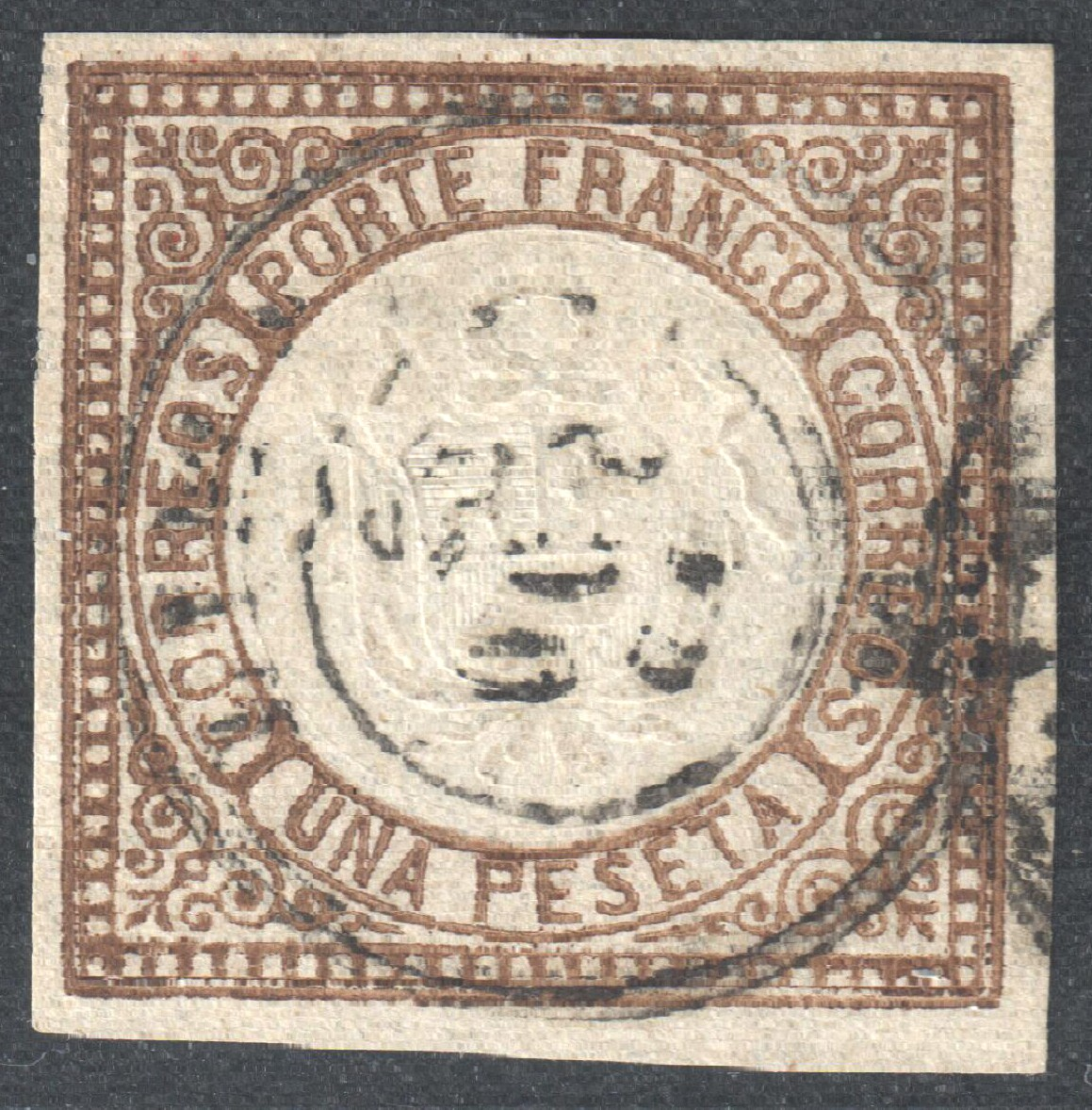
1863: марка (Sc #13), прошедшая почту
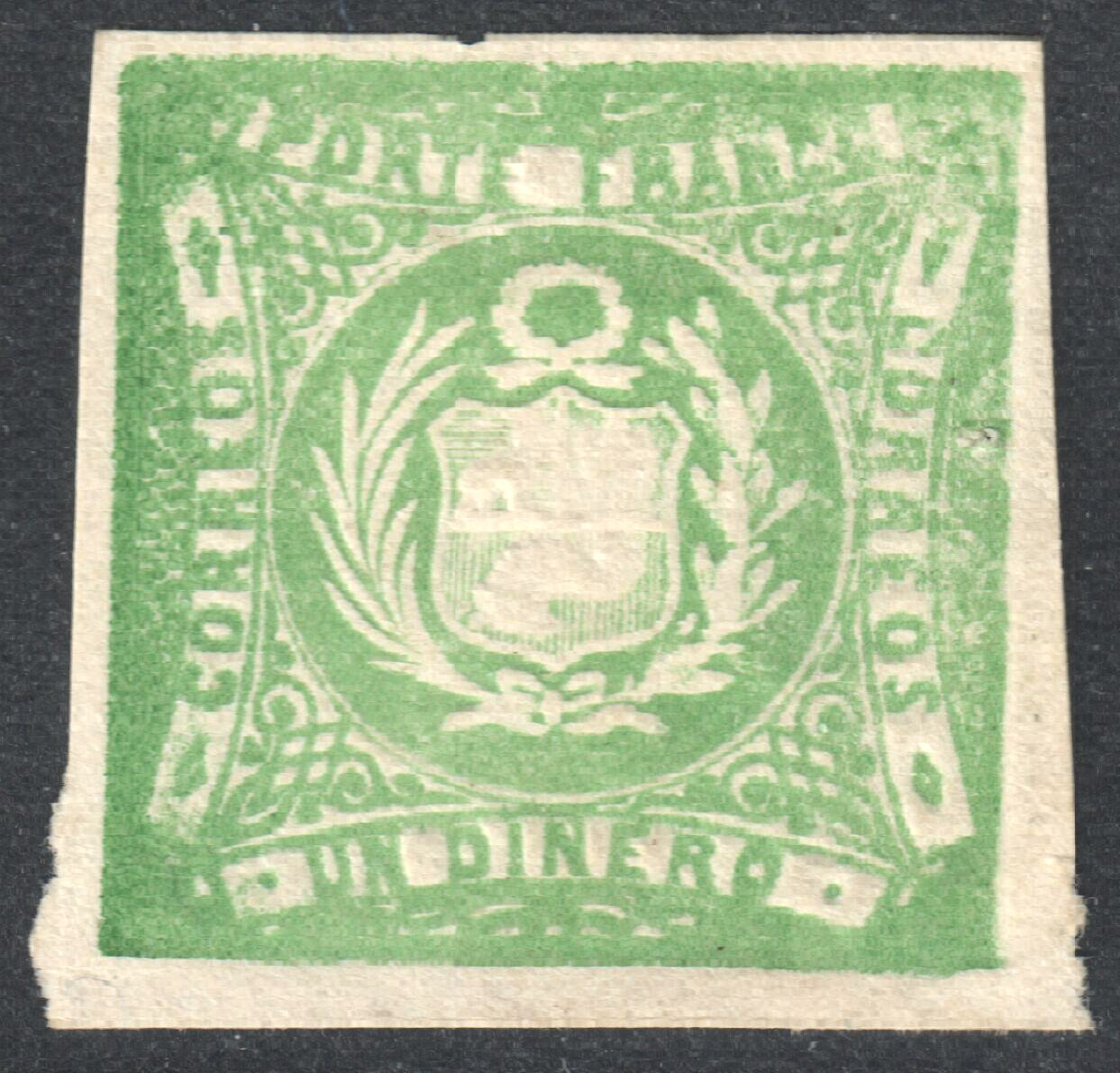
1868: чистая марка (Sc #14)
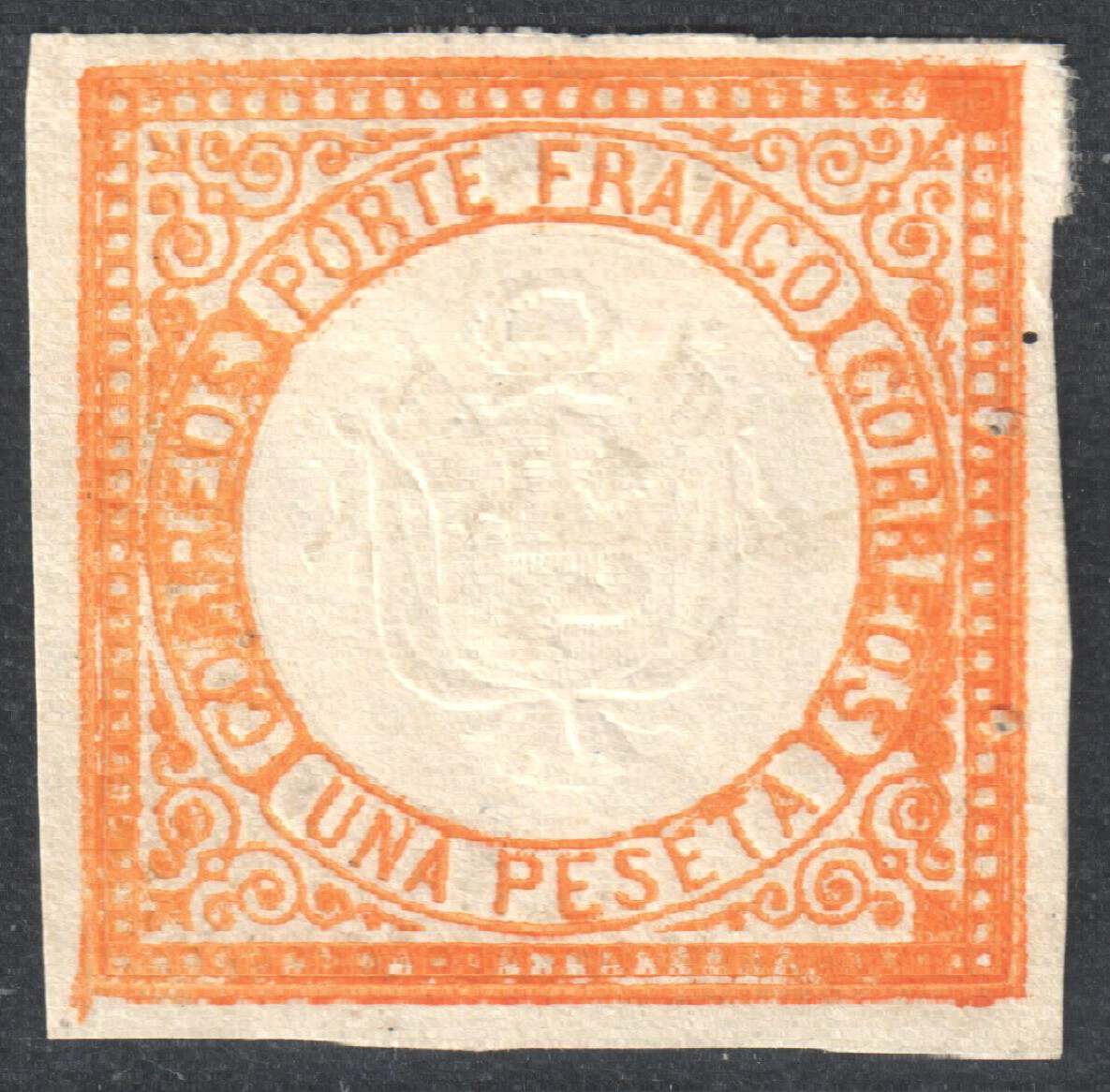
1872: чистая марка (Sc #15)
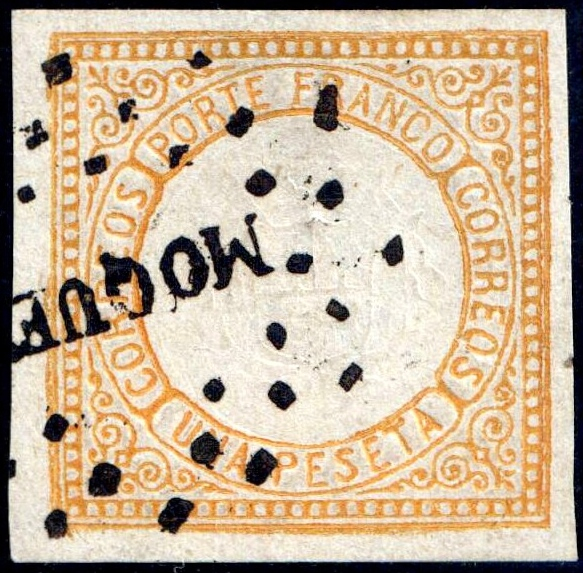
То же, погашенная линейным штемпелем «Moquegua» («Мокегуа»)

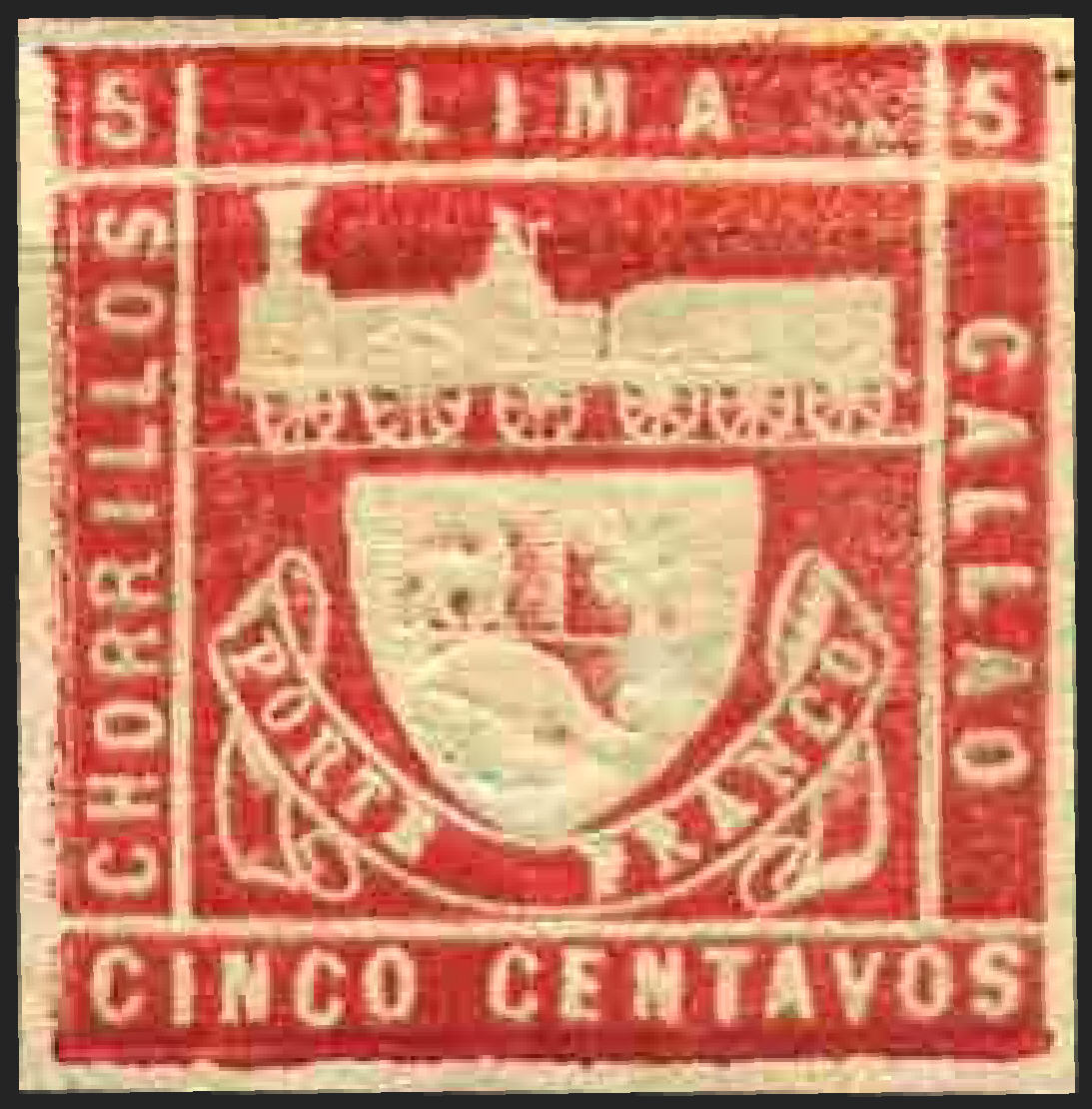

Памятная марка (Sc #19; SG #21), приведённая на иллюстрации справа, стала одной из последних почтовых марок Перу, изготовленных в 1871 году на редкой печатной машине «Лекок». Эта же миниатюра была первой памятной маркой Перу.

#### «Солнце и герб Перу»
С 1874 по 1894 год выходила серия почтовых марок с изображением солнца — аллюзия на бога инков — и герба Перу. Она достигла кульминации в 1884 году и стала предметом перевыпусков, допечаток и провизориев.
| № марки по Скотту                                          | Номинал    | Изображение | Цвет | Цвет            | Описание (тип рисунка по Скотту) |
| ---------------------------------------------------------- | ---------- | ----------- | ---- | --------------- | -------------------------------- |
| 21                                                         | 1 сентаво  |             |      | Жёлто-оранжевый | Солнце (A17)                     |
| 22                                                         | 2 сентаво  |             |      | Фиолетовый      | Герб Перу (A18)                  |
| 23                                                         | 5 сентаво  |             |      | Синий           | Герб Перу (A19)                  |
| 24                                                         | 5 сентаво  |             |      | Ультрамарин     | Герб Перу (A19)                  |
| 25                                                         | 10 сентаво |             |      | Зелёный         | Герб Перу (A20)                  |
| 26                                                         | 10 сентаво |             |      | Светло-серый    | Герб Перу (A20)                  |
| 27                                                         | 20 сентаво |             |      | Кармин          | Герб Перу (A21)                  |
| 28                                                         | 50 сентаво |             |      | Зелёный         | Солнце (A22)                     |
| 29                                                         | 1 соль     |             |      | Розовый         | Солнце (A23)                     |
| Напечатанные марки, которые так и не поступили в обращение |            |             |      |                 |                                  |
| 30                                                         | 1 сентаво  |             |      | Зелёный         | Солнце (A17)                     |
| 31                                                         | 2 сентаво  |             |      | Кармин          | Герб Перу (A18)                  |

#### «Розовая Гронки»
С Перу связан филателистический скандал, случившийся в 1961 году и повлекший за собой политические осложнения. Причиной стала итальянская марка номиналом в 205 лир, которая была приурочена к визиту президента Италии Гронки в Перу. На ней было дано неверное изображение границы между Перу и Эквадором, что вызвало протест перуанского посольства в Риме. Марку пришлось в срочном порядке изымать из обращения и заменять её на отпечатанную новую марку с правильными границами.

Розовая Гронки и исправленный вариант марки Италии(Sc #834 и 834а)

#### Другие сведения
Первый почтовый блок был эмитирован в Перу в 1947 году.
Всего за период с 1857 по 1963 год в Перу было издано 656 почтовых марок и пять блоков. При этом на оригинальных марках встречаются следующие надписи: исп. «Correos» («Почта»), «Porte franco» («Доставка оплачена»), «Correos. Perú» («Почта. Перу»), «Correos del Perú» («Почта Перу»), «Franqueo» («Оплачено»), «Republica Peruana» («Перуанская республика»). На марках могли также делаться надпечатки текстов: «Union Postal Universal» («Всемирный почтовый союз»), «Perú» («Перу»), «Plata» («Серебром», то есть введение серебряной валюты).

## Другие виды почтовых марок

### Железнодорожные
В 1871 году с целью оплаты транспортировки почтовых отправлений по железной дороге Лима — Кальяо почтовым ведомством этой страны была выпущена специальная (железнодорожная) почтовая марка, которую считают первой в мире памятной маркой. Она была издана по случаю 20-летия открытия железной дороги между Лимой и Кальяо. Эта же марка считается второй в мире почтовой миниатюрой с изображением паровоза[≡].
Имеются сведения, серьёзно оспаривающие дату выхода первой железнодорожной марки Перу. К примеру, в 2014 году на филателистическом аукционе Corinphila в Цюрихе продавались экземпляр почтовой миниатюры и франкированный этой маркой конверт, которые были погашены почтовыми штемпелями 1870 года, что свидетельствует о появлении этого выпуска годом раньше.

Прошедшие почту железнодорожные марки Перу (1870)
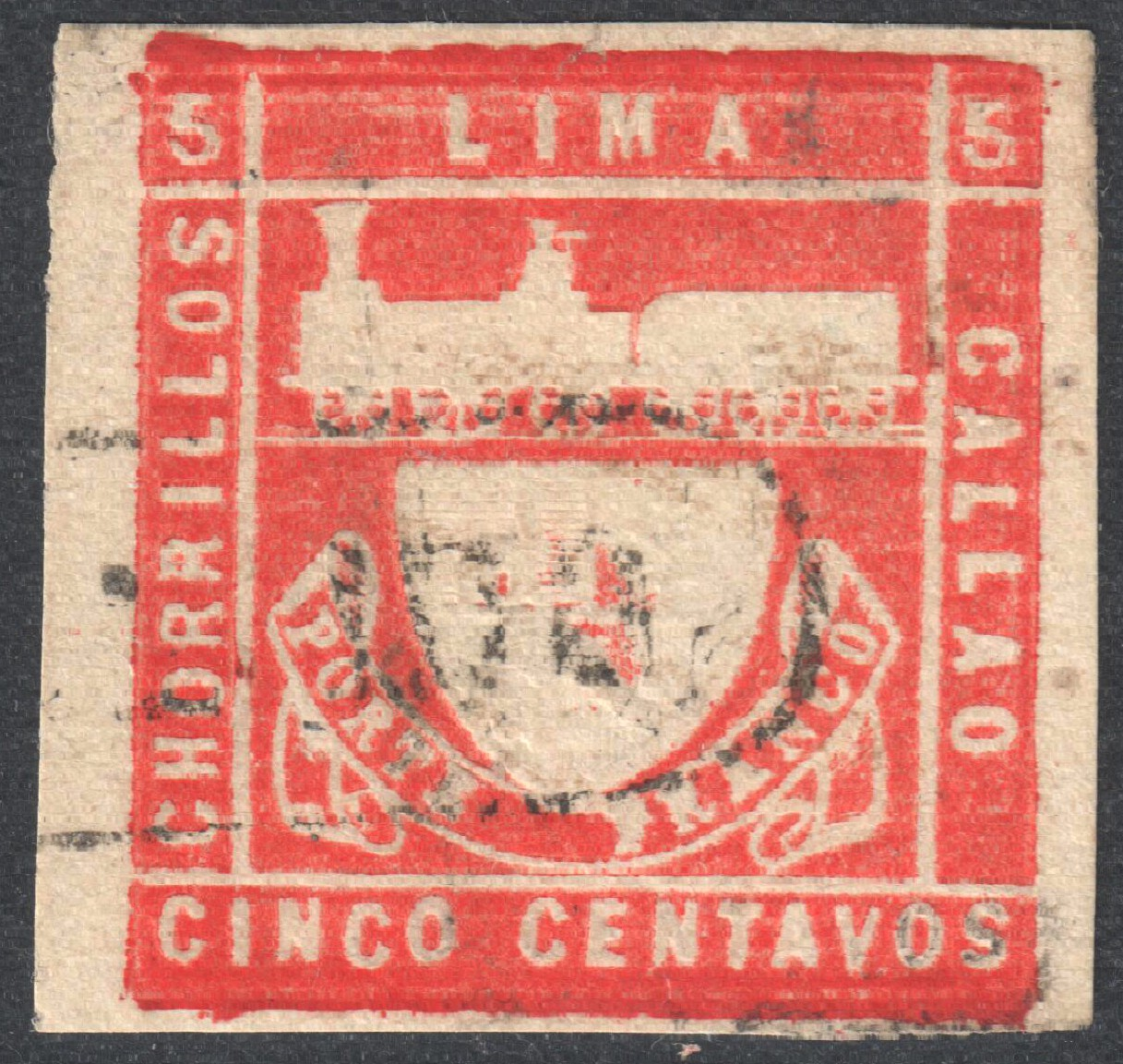
Гашение почтовым штемпелем чёрного цвета (Sc #19)
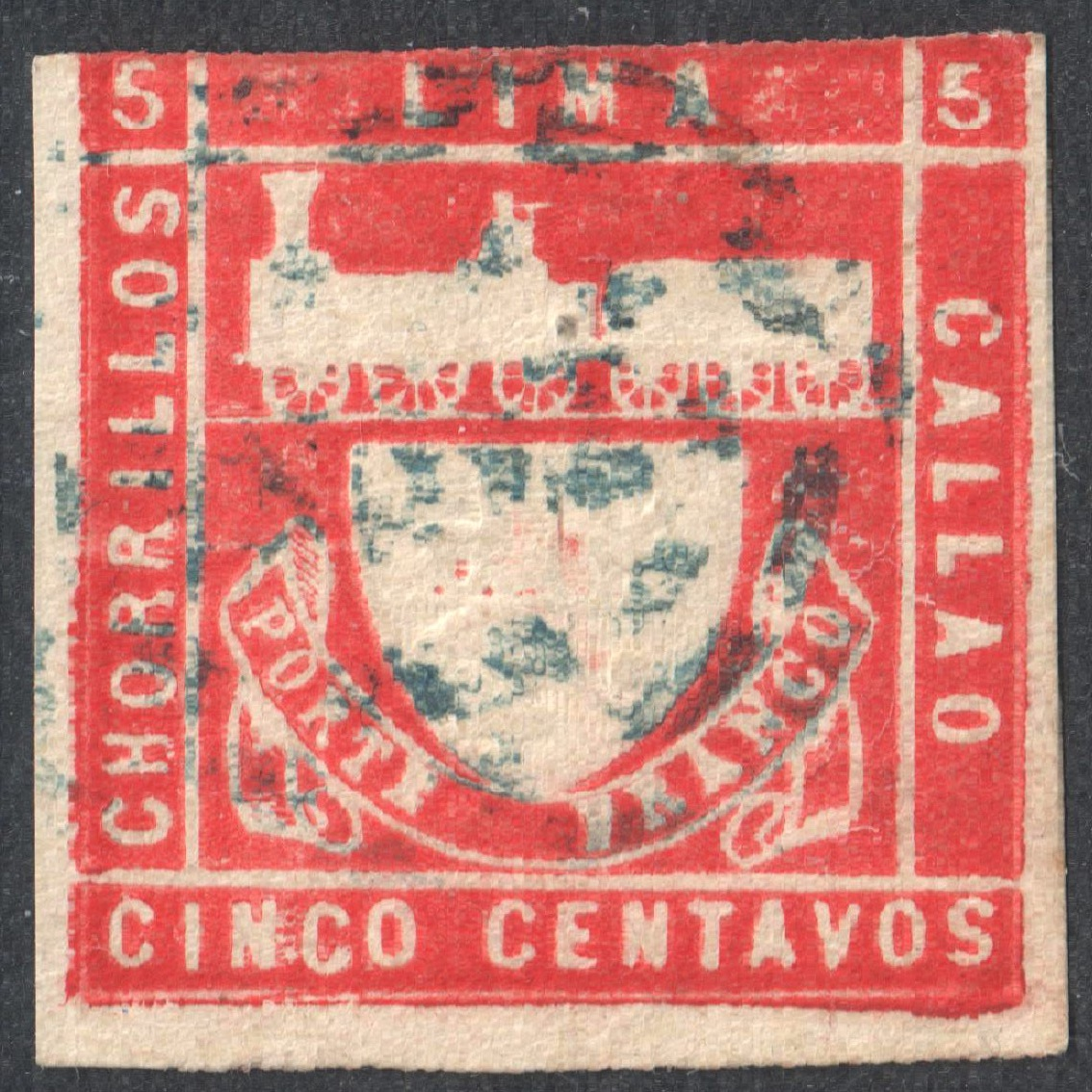
То же, штемпелем синего цвета

### Авиапочтовые
Первые авиапочтовые марки Перу появились в 1927 году. Для таких марок характерны надписи: «Servicio aéreo» («Авиасвязь»), «Aéreo» («Авиа»).

### Служебные
Служебные марки выпускались в Перу с 1890 года по 1926 год. На служебных марках ставились надпечатки «Gobierno» («Правительственное») или производилась надпись «Oficial» («Служебное»). Всего было выпущено 34 марки этого вида.

### Посылочные
В 1896—1905 годах перуанским почтовым ведомством в обращении также использовались посылочные марки.

### Доплатные
Доплатные марки находились в почтовом обращении в Перу с 1874 года, и к 1963 году их насчитывалось 60 марок. Надписи на таких марках гласят: «Deficito franqueo» («Неполная оплата»), «Deficit» («Дефицит»).

### Почтово-налоговые
В 1925 году в Перу были выпущены почтово-налоговые марки.

### Спешные
В Перу также издавались марки спешной почты, и к 1963 году таковых было известно всего три марки.

## Выпуски чилийской оккупации
В период войны между Чили и Перу и чилийской оккупации территории Перу в 1881—1883 годах на перуанских марках ставились надпечатки герба Чилийской республики.
После освобождения захваченных перуанских земель и ухода войск оккупантов на этой территории в обращение были введены марки с надпечаткой «Perú» («Перу») в разных вариантах.

## Консульские почты в Перу

### Британская
Британское правительство содержало многочисленные почтовые отделения за границей, в том числе в Перу. При этом для оплаты почтовых отправлений употреблялись марки Великобритании, погашенные соответствующими почтовыми штемпелями. Последние, как правило, были номерными штемпелями овальной формы. В частности, для британских отделений в Перу известны следующие номерные штемпели:
- C36 — для Арики;
- D65 — для Писагуа[англ.], редкий;
- C42 — для Ислая[англ.];
- C43 — для Пайты;
- D74 — для Писко и островов Чинча;
- D87 — для Икитоса.

### Колумбийская
В 1923 году колумбийская почтовая администрация издавала авиационные марки на бумаге с водяным знаком, на части из которых ставилась машинная надпечатка буквенных инициалов. Эти марки использовались в зарубежных колумбийских консульствах на письмах, отправляемых в Колумбию. В частности, известны марки с надпечаткой инициалов «PE», которые продавались в консульстве Колумбии в Перу
.

## Местные выпуски
Во второй половине XIX века в различных городах и департаментах Перу выпускались собственные марки. Их номиналы соответствовали денежной системе: 1 соль = 100 сентаво.

## Благотворительные марки
Известны перуанские благотворительные марки, на которых делались надпечатки «Pro desocupados» («В пользу безработных»).

## Развитие филателии
Филателисты Перу объединены в Перуанскую филателистическую ассоциацию (Asociación Filatélica Peruana), центральный офис которой расположен в Лиме. Её президентом является Виллем де Гелдер (Willem de Gelder).
При главпочтамте Лимы создан Почтово-филателистический музей Перу (Museo Postal y Filatélico). В 2007 году в нём проводилась перуанско-испанская филателистическая выставка «150 лет первой перуанской марке» («150 Años del Primer Sello Peruano»).
Кроме того, в США создан и действует международный клуб любителей перуанских почтовых марок — Кружок филателистического изучения Перу (англ. Peru Philatelic Study Circle), который является аффилированным членом Американского филателистического общества.
Имеются специализированные каталоги перуанской филателии. В 1887 году увидел свет один из наиболее ранних таких каталогов — «Catalogue of the Postage Stamps of Peru» («Каталог почтовых марок Перу»), который был составлен Эдвардом Эвансом.
Известен также каталог ранних почтовых штемпелей Перу «Лами (и Ринк)» (издания 1955 и 1960 годов). Коллекционеры пользуются этим справочным изданием для классификации по почтовым штемпелям ранних (беззубцовых) почтовых марок Перу.
Примечательную коллекцию марок Перу собрал в прошлом президент Королевского филателистического общества Лондона Томас Уильям Холл (1861—1937). Коллекция была удостоена нескольких золотых медалей филателистических выставок.